# Henri de Talleyrand-Périgord
Pour les autres membres de la famille, voir Famille de Talleyrand-Périgord.
 (septembre 2010).
Si vous disposez d'ouvrages ou d'articles de référence ou si vous connaissez des sites web de qualité traitant du thème abordé ici, merci de compléter l'article en donnant les références utiles à sa vérifiabilité et en les liant à la section « Notes et références ».
Henri de Talleyrand-Périgord, comte de Chalais, né en 1599 et mort le 19 août 1626 à Nantes, est un gentilhomme français qui est maître de la garde-robe du roi sous Louis XIII.
Lors de l'été 1626, il se laisse entraîner par la duchesse de Chevreuse dans la première des nombreuses conspirations que Richelieu eut à réprimer, et qui prit le nom du malheureux : « la conspiration de Chalais ».

## Biographie

### Origines et famille
Le comte de Chalais est un fils cadet de Daniel de Talleyrand-Périgord, prince de Chalais, et de Françoise de Montluc, fille du maréchal de Monluc. Le 4 décembre 1623, il épouse Charlotte de Castille, veuve de Charles Chabot, union dont naquit une fille :
- Philippe-Charlotte de Talleyrand-Périgord[1], morte religieuse en 1692

### Débuts
Henri de Talleyrand-Périgord est envoyé à l'âge de huit ans à la cour du roi par sa mère, où il devient page. Par la suite, elle lui achète la coûteuse charge de maître de la garde-robe. Talleyrand-Périgord sert aussi dans les troupes royales et participe au siège de Montauban en 1621, contre la rébellion huguenote installée dans cette ville. En 1623, duelliste talentueux, pour s'attirer les faveurs de la duchesse de Chevreuse, il tue un de ses adversaires, Pontgibault, qui n'est autre que le neveu du maréchal de Schomberg. Il est libéré après avoir été jugé, grâce au soutien du duc d'Anjou.

### La conspiration de Chalais
Cette conspiration naît du projet de mariage qu'ont formé Louis XIII et Richelieu entre Monsieur (Gaston de France), frère du roi, et Mademoiselle de Montpensier. Gaston, poussé par son gouverneur le maréchal d'Ornano, ne veut pour rien au monde épouser cette riche héritière, et un parti de l'« aversion au mariage » s'est réuni autour de lui.
Marie de Rohan, duchesse de Chevreuse, grande conspiratrice, et d'autres princes, s'associent ainsi au propre frère du roi pour intriguer contre l'autorité grandissante de Richelieu. Il s'agit dans cette période de transition de regagner un pouvoir féodal au détriment du mouvement de centralisation royale amorcé par Henri IV.
À l'été 1626, la duchesse s'attache les services du comte de Chalais, gentilhomme jusque-là apprécié de Louis XIII. Le but avoué est l'assassinat de Richelieu, et, peut-être, la destitution de Louis au profit de Gaston. Mais tous ces princes, comme le comte lui-même, sont d'un caractère versatile. Le secret est éventé à cause de querelles privées, et Richelieu sévit avec l'appui de Louis XIII. Pour sauver sa situation personnelle, Gaston confesse tout de suite sa faute et livre tous ses complices. Chalais est arrêté ainsi que le maréchal d'Ornano et ses frères, ainsi que César et Alexandre de Vendôme, demi-frères du roi et de Gaston.
Seul conjuré à ne pas jouir d'un prestige familial qui vaille immunité, il est jugé à Nantes, dans le couvent des Cordeliers, et condamné à la décapitation sur la place du Bouffay. Madame de Motteville rapporte dans ses mémoires l’amour que vouait le comte de Chalais à la duchesse de Chevreuse. Sa correspondance avec elle alors qu'il était en prison, était semble t-il peu équivoques et furent des pièces à conviction utilisée lors de son procès. Jacques Daniel Bois d’Annemets, favori du Duc d'Orléans dit de lui dans ses mémoire qu’il était "lié par amour" à la Duchesse de Chevreuse, "c’est par et pour elle que le jeune Chalais s’engagea à prêter son épée à ceux de l’aversion". Par une louable solidarité, ses anciens complices dissuadent le bourreau de faire son office.
Malheureusement, c'est alors un condamné à mort gracié pour l'occasion qui se charge de la besogne, un savetier inexpérimenté muni d'une épée d'apparat et d'une doloire de tonnelier, hache à manche court. Il massacre Chalais plus qu'il ne l'exécute. Au vingtième coup de hache, Chalais est encore vivant ; on en compte en tout 29,. Jean-Baptiste d'Ornano et Alexandre de Vendôme meurent tous deux en prison, l'un dès septembre 1626, l'autre en février 1629.

#### La leçon de l'Histoire
À l'issue de cette crise emblématique de l'époque, Richelieu gagne en autorité, et Gaston, passagèrement réconcilié avec son frère, se marie et devient duc d'Orléans - titre assorti de très importants revenus. La politique française devient proprement monarchique au détriment de la noblesse.

## Postérité et hommages
Une plaque commémorative sur la Place du Bouffay à Nantes rappelle sa terrible décapitation le 19 août 1626.

## Dans les arts et la culture populaire
- Karine Parquet, Nantes Tome 2 – D’Anne de Bretagne à d’Artagnan, Edition Petit à Petit, 2018, 80 p.  (ISBN 9791095670544)

- La Mini série historique Une amitié dangereuse en 4 épisodes d'Alain Tasma, sortie en 2024 évoque la conspiration de Chalais et Loup Pinard interprète le rôle d'Henri de Talleyrand-Périgord[7].